# رویا-بوگیو
رؤیا بوگیو (به ژاپنی: 牢屋奉行 Rōya bugyō)، یک اداره دولتی تحت شوگون‌سالاری توکوگاوا ژاپن بود که به مدیریت زندان‌ها می‌پرداخت. این موقعیت در خاندان ایشیده موروثی بود و سر هر نسل نام ایشیده تاته‌واکی (石出帯刀) را می‌گرفت. وظایف «رؤیا بوگیو» شامل شاهد بودن در اعدام‌ها، احضار شهود برای پرونده‌های دادگاه و گوش دادن به جلسات دادرسی و همچنین نظارت کلی بر سیستم زندان توکوگاوا (به ویژه زندان اصلی در کودنما-چو) بود.
محل اقامت رسمی «رؤیا بوگیو» بلافاصله در مجاورت همان زندان، در کودنما-چو ۱-چومه قرار داشت.